# Госплодопитомник (Волгоградська область)
Госплодопитомник (рос. Госплодопитомник) — селище у Новоніколаєвському районі Волгоградської області Російської Федерації.
Населення становить 3 особи. Входить до складу муніципального утворення Новоніколаєвське міське поселення.

## Історія
Селище розташоване у межах українського історичного та культурного регіону Жовтий Клин.
Згідно із законом від 22 грудня 2004 року N 975-ОД органом місцевого самоврядування є Новоніколаєвське міське поселення.

## Населення
| 2010 |
| ---- |
| 3    |